# Atletismo nos Jogos Pan-Americanos de 1963 - Lançamento de dardo feminino
A prova do lançamento de dardo feminino nos Jogos Pan-Americanos de 1963 foi realizada em São Paulo, Brasil.

## Medalhistas
| Ouro                     | Prata                                | Bronze                     |
| Marlene Ahrens CHI Chile | Frances Davenport USA Estados Unidos | Iris dos Santos BRA Brasil |

## Resultados
| Posição           | Nome              | Nacionalidade      | Marca | Notas |
| ----------------- | ----------------- | ------------------ | ----- | ----- |
| Medalha de ouro   | Nancy McCredie    | CHI Chile          | 49.93 |       |
| Medalha de prata  | Frances Davenport | USA Estados Unidos | 47.93 |       |
| Medalha de bronze | Iris dos Santos   | BRA Brasil         | 35.51 |       |
| 4                 | Pat Dobie         | CAN Canadá         | 35.22 |       |